# Generatore elettrostatico

Un grande generatore Van de Graaff nel Museo della Scienza di Boston, MA. Per raggiungere tensioni elevatissime utilizza un generatore Van de Graaff sotto vuoto d’aria e bobine di Tesla

Un generatore elettrostatico, o macchina elettrostatica, è un generatore elettromeccanico che produce elettricità statica oppure elettricità ad alta tensione e bassa Corrente elettrica continua. 
La carica viene generata con uno dei due metodi: o sfruttando l'effetto triboelettrico (che utilizza l’attrito) o l'induzione elettrostatica, oppure la combinazione delle due modalità.
Alcuni generatori elettrostatici sono reversibili e possono quindi funzionare anche come motore elettrostatico.
La conoscenza dell'elettricità statica risale alle prime civiltà, ma per millenni è rimasta solo un fenomeno interessante e sconcertante, senza spiegazione e spesso confuso con il magnetismo. Alla fine del XVII secolo, Otto von Guericke sviluppò una semplice macchina per generare elettricità con l’attrito, ma lo sviluppo delle macchine elettrostatiche si ebbe dal XVIII secolo, quando divennero strumenti fondamentali per lo studio della nuova scienza dell'elettricità.
I generatori elettrostatici tradizionali funzionano utilizzando l'alimentazione manuale per trasformare il lavoro meccanico in energia elettrica: essi sviluppano cariche elettrostatiche di segno opposto separate su due conduttori e un sistema meccanico di piastre, tamburi e cinghie per trasportare la carica elettrica sugli elettrodi ad alto potenziale.
Le macchine elettrostatiche sono tipicamente utilizzate nelle aule di scienze a scopo didattico per lo studio delle forze elettriche e dei fenomeni di alta tensione. Le elevate differenze di potenziale ottenute sono state utilizzate anche per una varietà di applicazioni pratiche, come il funzionamento di tubo a raggi X, acceleratori di particelle, spettroscopia, applicazioni mediche, sterilizzazione di alimenti ed esperimenti di fisica nucleare. I generatori elettrostatici come il generatore Van de Graaff e varianti come il Pelletron trovano impiego anche in fisica sperimentale.

## Classificazione

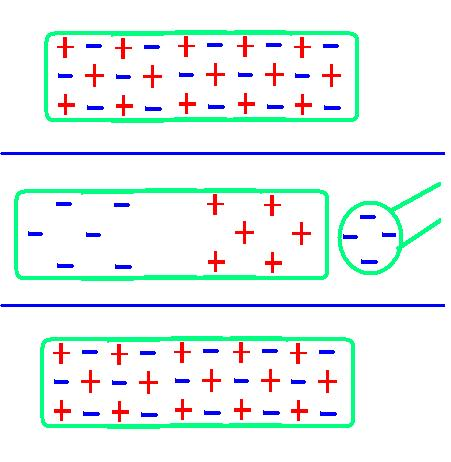
induzione elettrostatica

I generatori elettrostatici possono essere suddivisi in due categorie a seconda di come viene generata la carica:
- Le macchine ad attrito o frizione utilizzano l'effetto triboelettrico (cioè l’elettricità generata dal contatto o dall'attrito)
- Le macchine ad influenza utilizzano l'induzione elettrostatica.

In entrambi i casi si ottiene la separazione nei due corpi delle cariche elettriche positive e negative, che una volta redistibuite rimangono in quiete. Per questo l'elettricità ottenuta è detta statica. Anche se al momento della elettrizzazione, uguali cariche di segno opposto si separano, il moto degli elettroni in una direzione e quello delle cariche positive in direzione opposta sono equivalenti, per cui la carica elettrica complessiva rimane costante, a meno che le cariche del conduttore non vengano disperse collegandolo a terra. Ovviamente non vi è nessuna creazione di carica nell’insieme del processo.
Nel caso dell’elettrizzazione per strofinio, una quantità in eccesso di elettroni viene trasferita in uno dei due corpi, che assume una carica negativa, mentre l’altro perde elettroni e quindi si carica positivamente. I buoni isolanti conservano la carica, mentre i conduttori la perdono se non sono a loro volta isolati.
Nell’elettrizzazione per induzione non vi è contatto tra i due corpi. Se un corpo isolante, ad esempio di ebanite, già carico negativamente, viene avvicinato ad un altro corpo conduttore, ad esempio di metallo, le cariche negative presenti sull’ebanite respingono gli elettroni dell’oggetto metallico verso la sua parte opposta, lasciando la stessa quantità di cariche positive nella parte dell’oggetto metallico più vicina all’oggetto di ebanite. Le cariche quindi nel conduttore vengono separate, con un moto complessivo nullo. Se si mette in contatto il conduttore con la terra gli elettroni si disperdono e sul metallo, una volta allontanata l’ebanite, rimangono solo le cariche positive. Sull'oggetto metallico è stata quindi indotta una carica positiva.

## Macchine ad attrito

### Storia

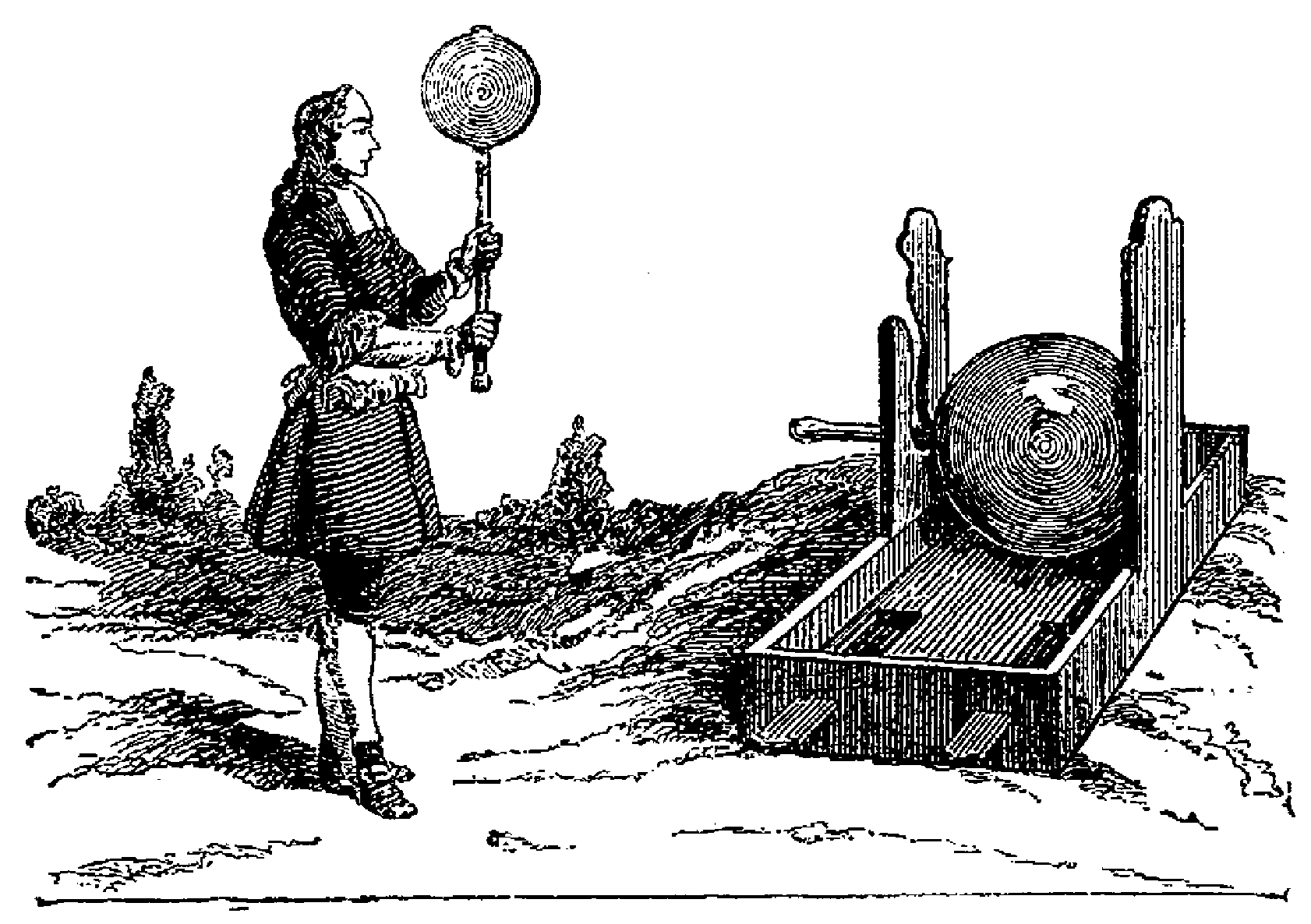
Macchina elettrica di Otto von Guericke

Una semplice rudimentale macchina ad attrito fu inventata intorno al 1663 da Otto von Guericke, borgomastro di Magdeburgo, che aveva inventato la macchina pneumatica. In Experimenta nova Magdeburgica descrive il dispositivo: era costituito da una sfera di zolfo, ottenuta riempiendo una sfera di vetro (una fiasca) con zolfo fuso. Raffreddato lo zolfo, rompeva la sfera di vetro e montava la sfera di zolfo su un'asta. Mettendo in rotazione la sfera di zolfo e sfregandola con la mano si generavano scintille crepitanti. 
. 
Lo strumento a globo ha ispirato in seguito Isaac Newton che, nel trattato Opticks  ha suggerito l'uso di un globo di vetro invece di uno di zolfo. 

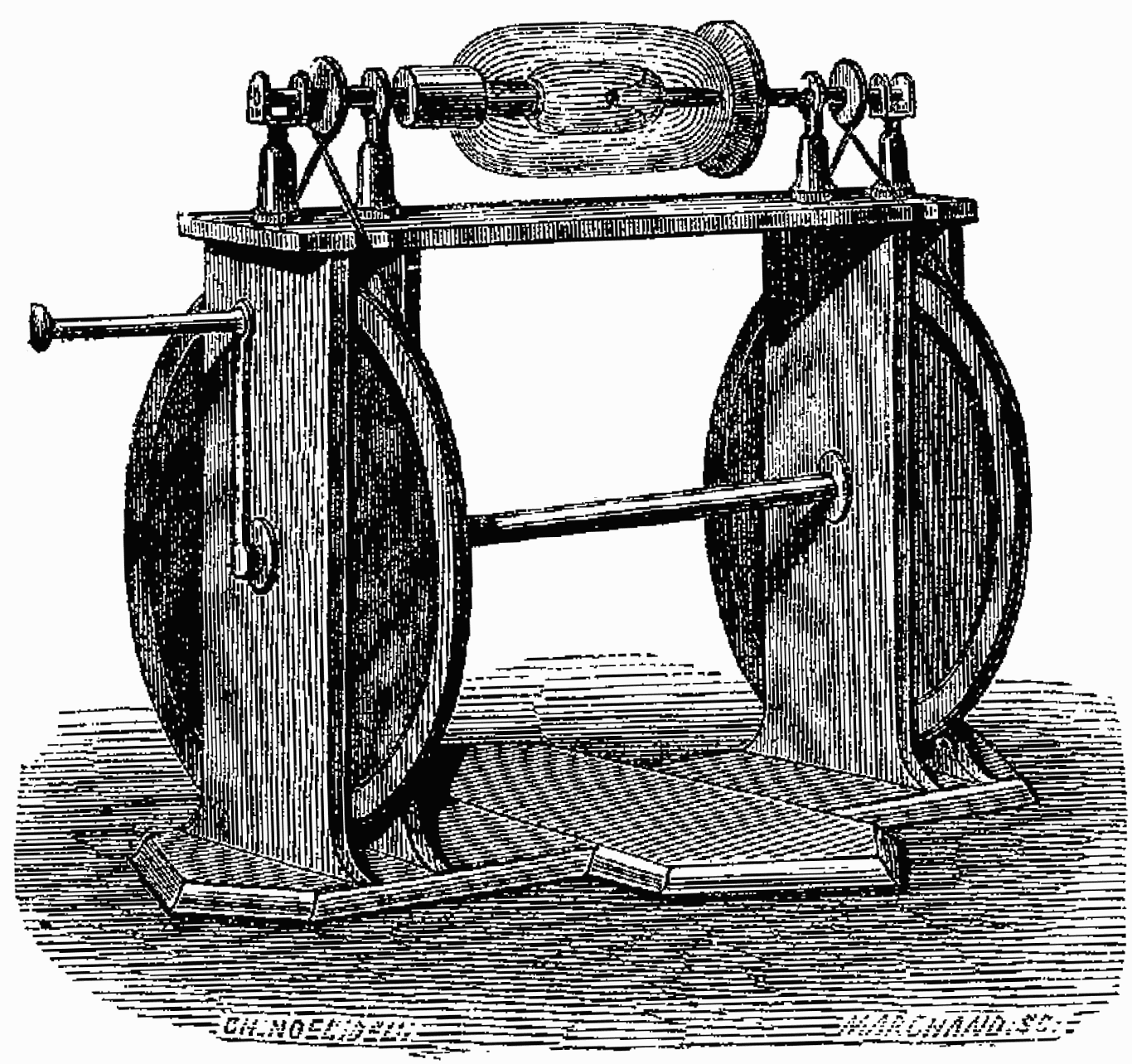
Ricostruzione della prima macchina elettrica di Hauksbee

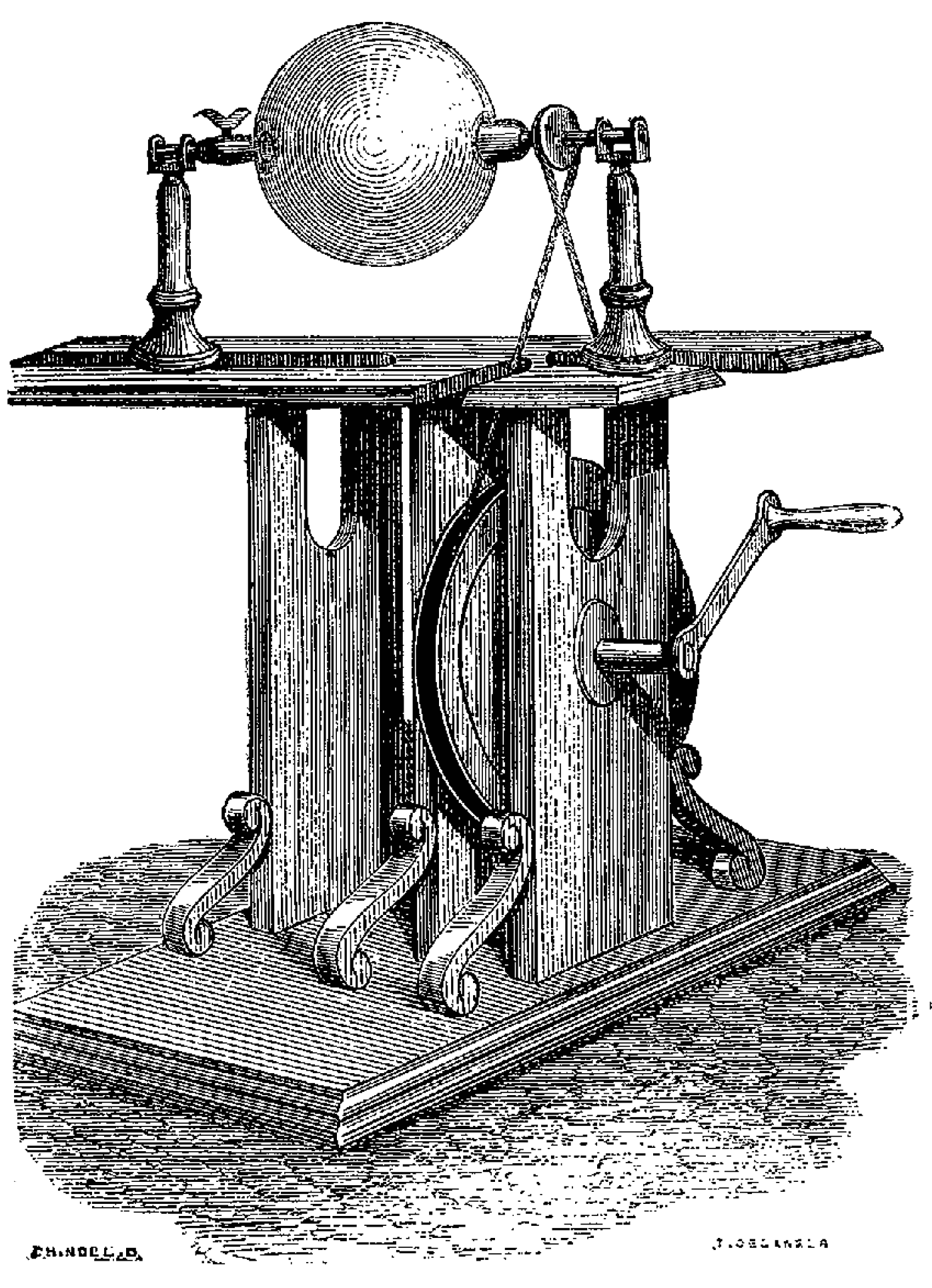
Ricostruzione della seconda macchina elettrica di Hauksbee

Intorno al 1706 Francis Hauksbee migliorò il progetto di base, con la sua macchina elettrica ad attrito che permetteva di far ruotare rapidamente una sfera di vetro contro un panno di lana.
Hauksbee era interessato alla produzione di luce e si rifaceva all’esperimento di Guericke, confermato anche da Robert Boyle. Hauksbee si occupò di osservare le diverse manifestazioni luminose provocate dalle scintille prodotte nell’aria, nel vuoto o in altri mezzi. In un primo tempo la macchica inventata si componeva di due cilindri di vetro rientranti uno nell’altro che si potevano far girare in senso opposto uno per volta o insieme per mezzo di una puleggia: il cilindro interno era connesso anche ad una macchina pneumatica che poteva aspirare l’aria contenuta in esso per osservare il comportamento delle scintille.
Successivamente Hauksbee tornò alla forma sferica (per decenni saranno utilizzate sfere di vetro negli esperimenti). Egli utilizzò una sfera di vetro rotante con due pezzi di cuoio fissi, disposti in posizione diametralmente opposta sull’asse della sfera. La sfera era collegata ad una puleggia come nel tornio dei falegnami per farla ruotare velocemente. L’inventore fece di più per rendere sensazionale l’esperimento: vuotò la sfera dall’aria con una pompa a vuoto, il cui collettore, munito di rubinetto, era collegato alla sfera in corrispondenza di uno dei due pezzi di cuoio sull’asse di rotazione. Una mano strisciava sulla superficie della sfera vuotata dall’aria mentre essa ruotava. Una vivida luminescenza appariva all’interno di essa, ben visibile nell’oscurità. Filamenti luminosi apparivano se veniva toccata con un dito, diretti verso lo stesso dito. 

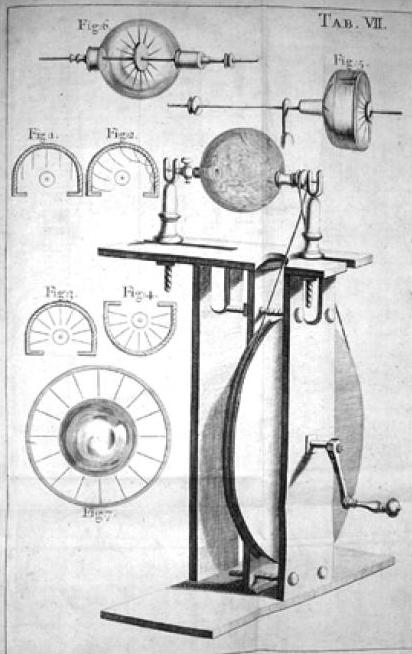
Il generatore costruito da Francis Hauksbee. In Physico-Mechanical Experiments, II ed., London, 1719

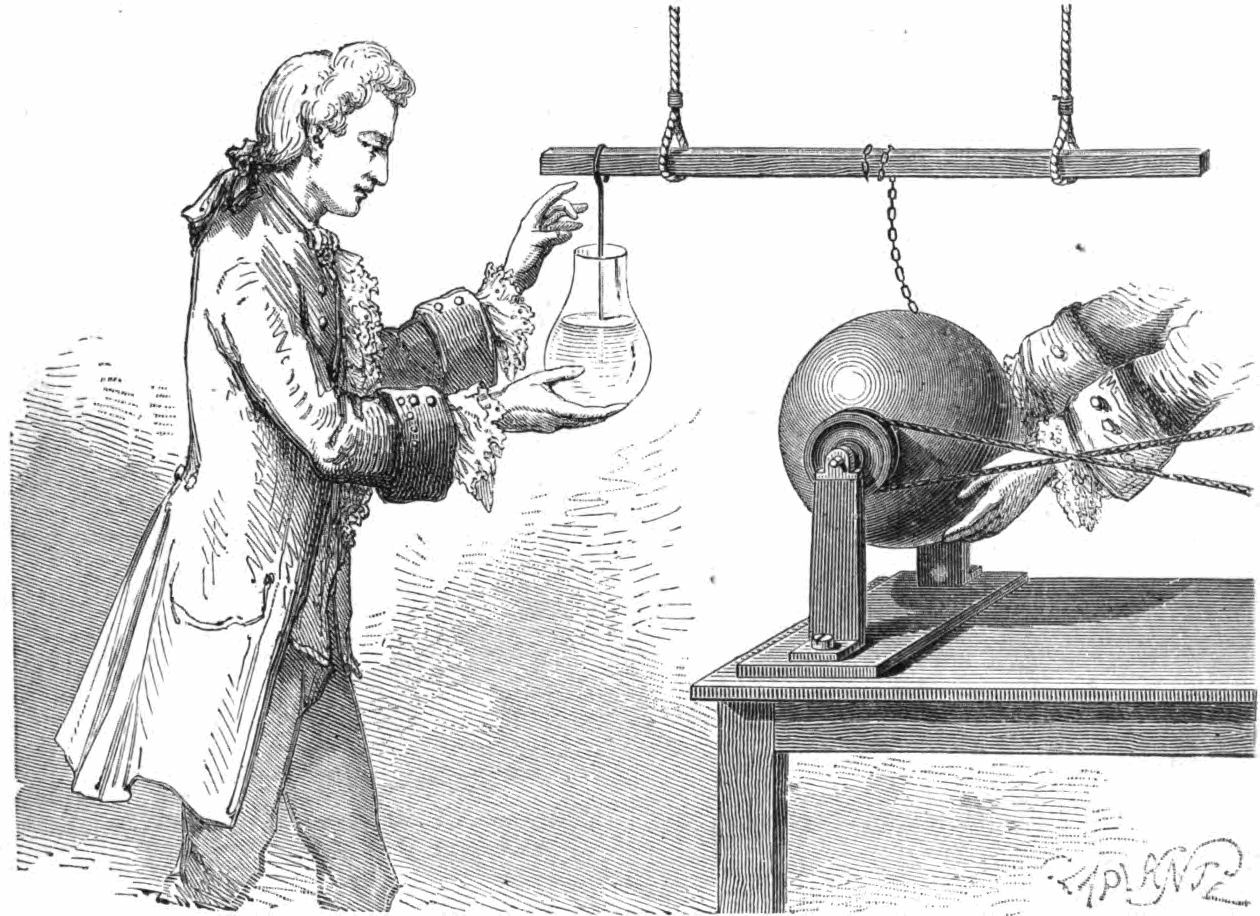
L'esperimento di Georg Matthias Bose

Intorno al 1730, il fisico Georg Matthias Bose a Wittenberg aggiunse come collettore dell’elettricità un conduttore (un tubo o cilindro isolato supportato su corde di seta). Bose fu il primo ad impiegare un conduttore per l’accumulo delle cariche elettriche in tali macchine; si trattava di un'asta di ferro tenuta nella mano da un assistente in piedi su un blocco di resina per isolarsi da terra. L’assistente sosteneva una barra di metallo in una mano, mentre con l’altra era a contatto con il globo rotante. La carica generata dall'attrito della mano sul vetro sarebbe fluita attraverso l'assistente alla barra di metallo (che chiamò ‘conduttore primario’)e si sarebbe accumulata sulla superficie esterna della barra. Questa era un'estensione della dimostrazione del Flying Boy del 1730 di Stephen Gray, ma con l'aggiunta di un conduttore metallico che, in seguito, divenne l'unico dispositivo di accumulo delle cariche elettriche. La novità era l'uso da parte di Bose del metallo (la barra)  in un’epoca in cui si credeva che solo gli isolanti potevano accumulare l'elettricità statica. I conduttori metallici erano noti per dissipare la carica rapidamente se non erano isolati da terra.
Poco dopo il decano della cattedrale di Camin in Pomerania Ewald Jürgen Georg von Kleist tentava di sperimentare un generatore ad attrito. Aveva sospeso con fili di seta una canna da stufa sopra la sua macchina. Von Kleist si chiedeva se l'esperimento di Bose nel trasmettere elettricità si potesse estendere alla cattura dell'elettricità in una piccola bottiglia piena di alcol, poiché sapeva che il vetro della bottiglia avrebbe agito come isolante e avrebbe impedito la fuoriuscita dell'elettricità. Aveva dotato la sua bottiglia di un tappo attraverso il quale sporgeva un chiodo immerso nel fluido. Tenendo la bottiglia in una mano, mise a contatto il chiodo con il conduttore principale. Immediatamente non accadde nulla, ma mentre riportava la bottiglia in una stanza buia notò un leggero bagliore di plasma che gli suggerì che l'alcol emanava una sorta di fuoco di Sant'Elmo. Toccando il chiodo con l'unghia della mano libera subì uno shock violentissimo. Von Kleist aveva inventato la bottiglia di Leida,  ma non comprendeva la funzione della sua mano a coppa tenuta intorno all'esterno della bottiglia che forniva l’armatura conduttiva esterna necessaria per consentire al vaso di Leida di accumulare una quantità enorme di carica.
La progettazione di macchine elettrostatiche fu favorita dalla scoperta della bottiglia di Leida, un condensatore, con rivestimenti conduttivi su entrambi i lati del vetro, che accumulava le cariche elettriche fornite da una sorgente.

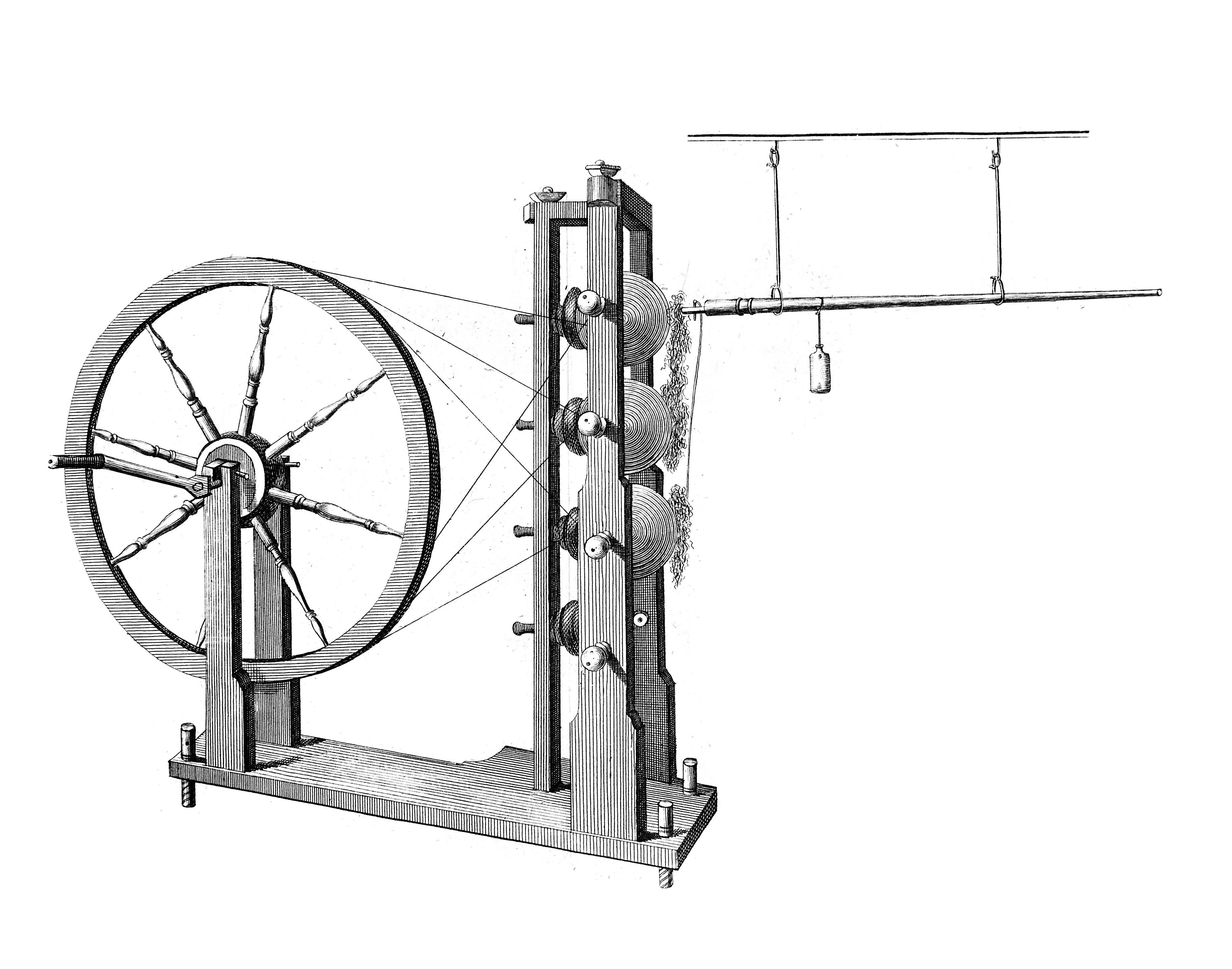
The La macchina elettrica di Sir William Watson, in Joseph Priestley, The history and present state of electricity, with original experiments, London, C. Bathurst & T. Lowndes, 1775

 Nel 1746 il fisico britannico William Watson sviluppò la macchina, che porta il suo nome, costituita da una grande ruota che faceva ruotare una sfera di vetro, sulla quali strisciava la mano, collegata ad una canna di fucile sospesa a corde di seta.

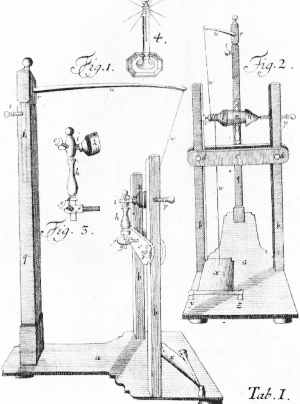
Macchina elettrica di Heinrich Winckler, 1730-1740

Johann Heinrich Winckler, professore di fisica a Lipsia, impiegò un cuscino di pelle invece della mano. 
Durante il 1746, Jan Ingenhousz inventò delle macchine elettriche utilizzando lastre di vetro.
La macchina elettrica fu presto ulteriormente migliorata dal monaco benedettino scozzese, inventore e professore di filosofia a Erfurt Andrew Gordon: egli sostituì la sfera di vetro con un più efficiente cilindro di vetro.
Benjamin Wilson, intorno al 1746, migliorò la macchina aggiungendo un raccoglitore di cariche, costituito da una serie di punte metalliche. 
Nel 1762 il fisico britannico John Canton (anche inventore del primo elettroscopio a sfere di medulla del legno o pith-ball electroscope) migliorò l'efficienza delle macchine elettriche spalmando un amalgama di mercurio e stagno sulla superficie del disco (1762)
Nel 1768, Jesse Ramsden costruì una versione evoluta del generatore elettrostatico a piastre ampiamente utilizzata in seguito. Si basava su un piatto rotante sostenuto da montanti in legno; il piatto era strofinato da cuscinetti in pelle, l'elettricità veniva raccolta da pettini metallici e convogliata a un sistema di supporto in ottone isolato con gambe in vetro. La macchina di Ramsden era molto popolare nei salotti della nobiltà, dove per divertimento venivano condotti esperimenti galanti "elettrizzanti": le signore montate su sgabelli isolanti scambiavano "baci elettrici" con il fidanzato.

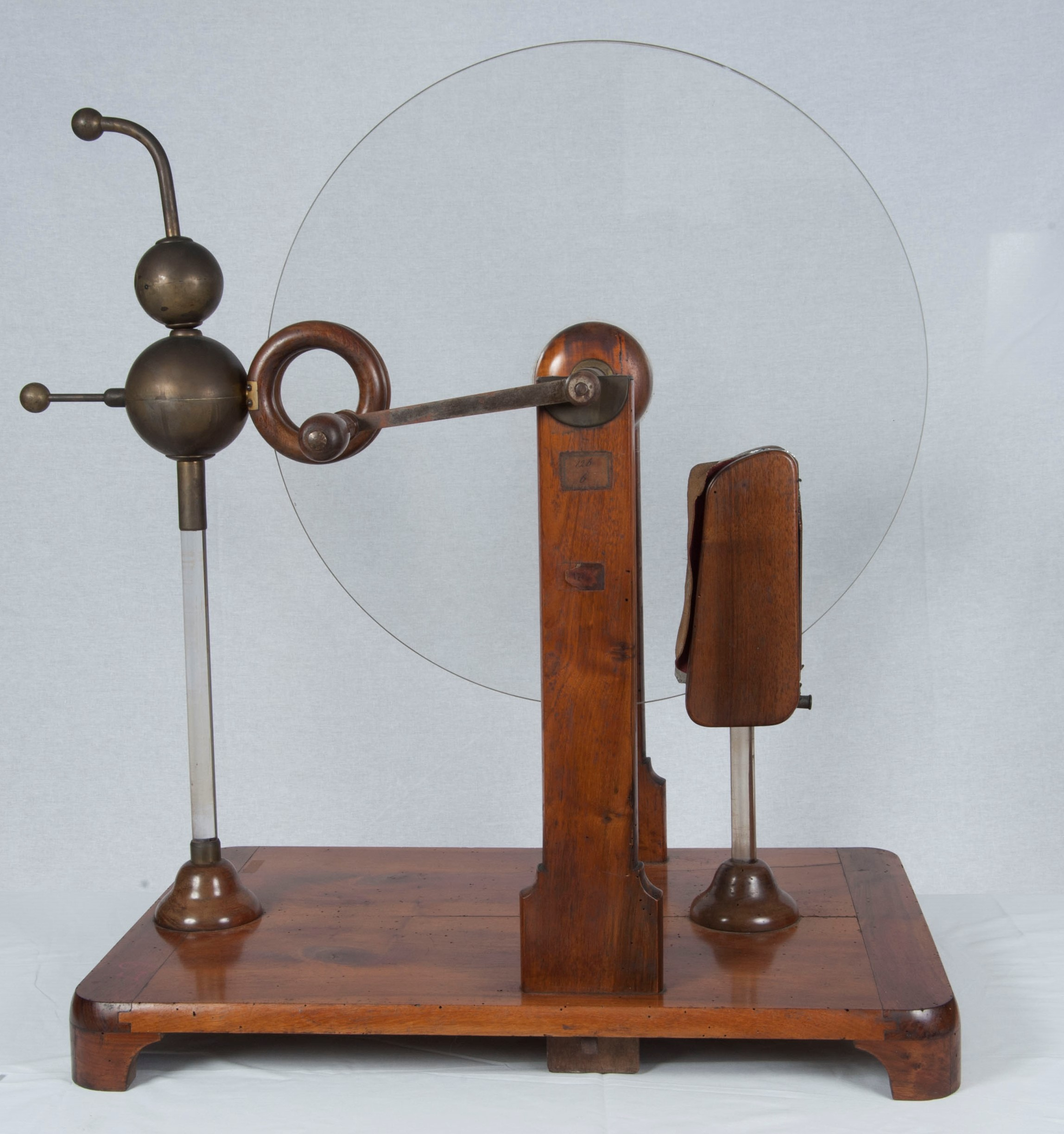
Ricostruzione della Macchina Elettrica Di Ramsden

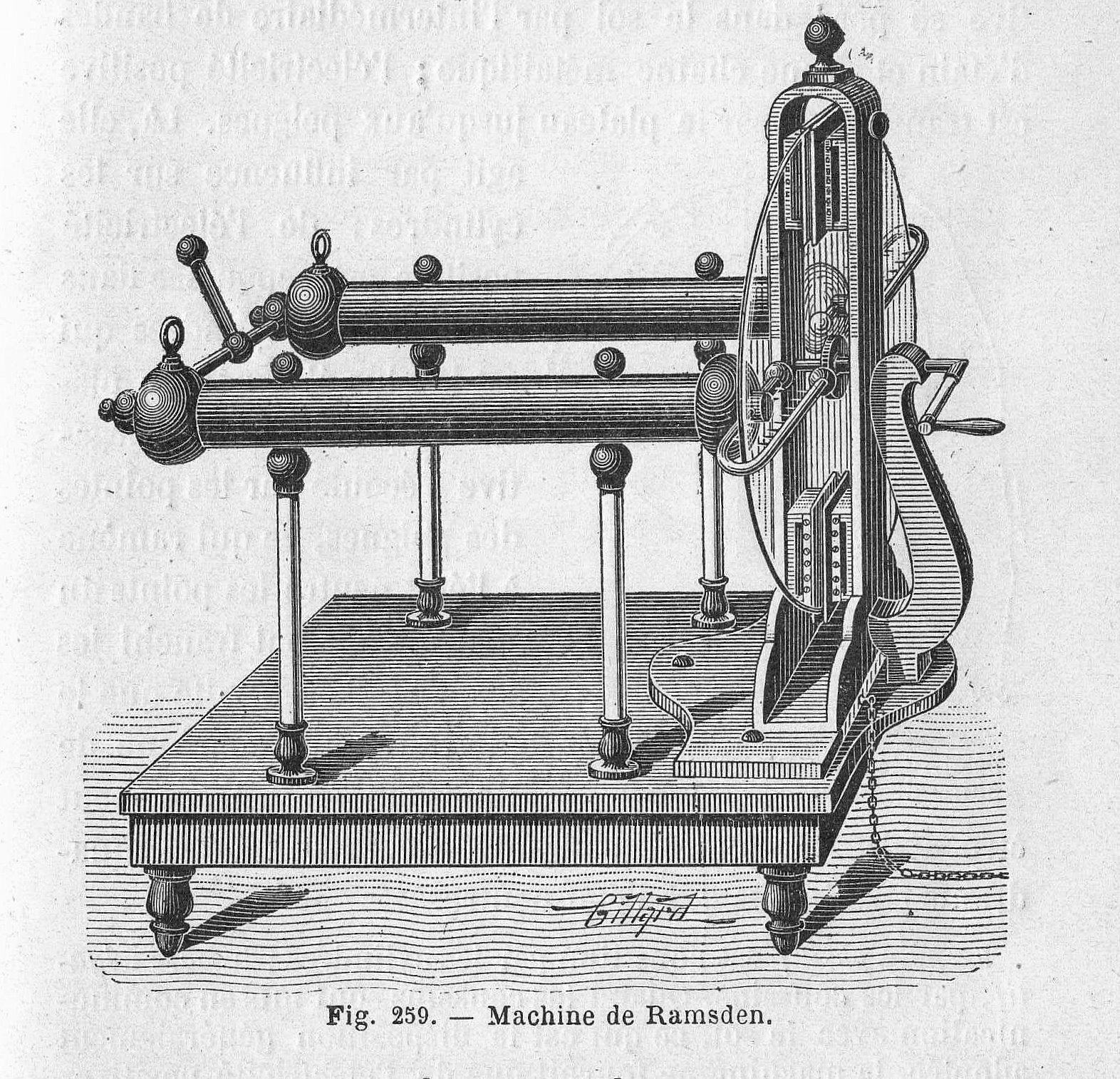
Machine de Ramsden, in Gillard, Machine électrostatique de Ramsden, Éditions Vuibert et Nony, 1904

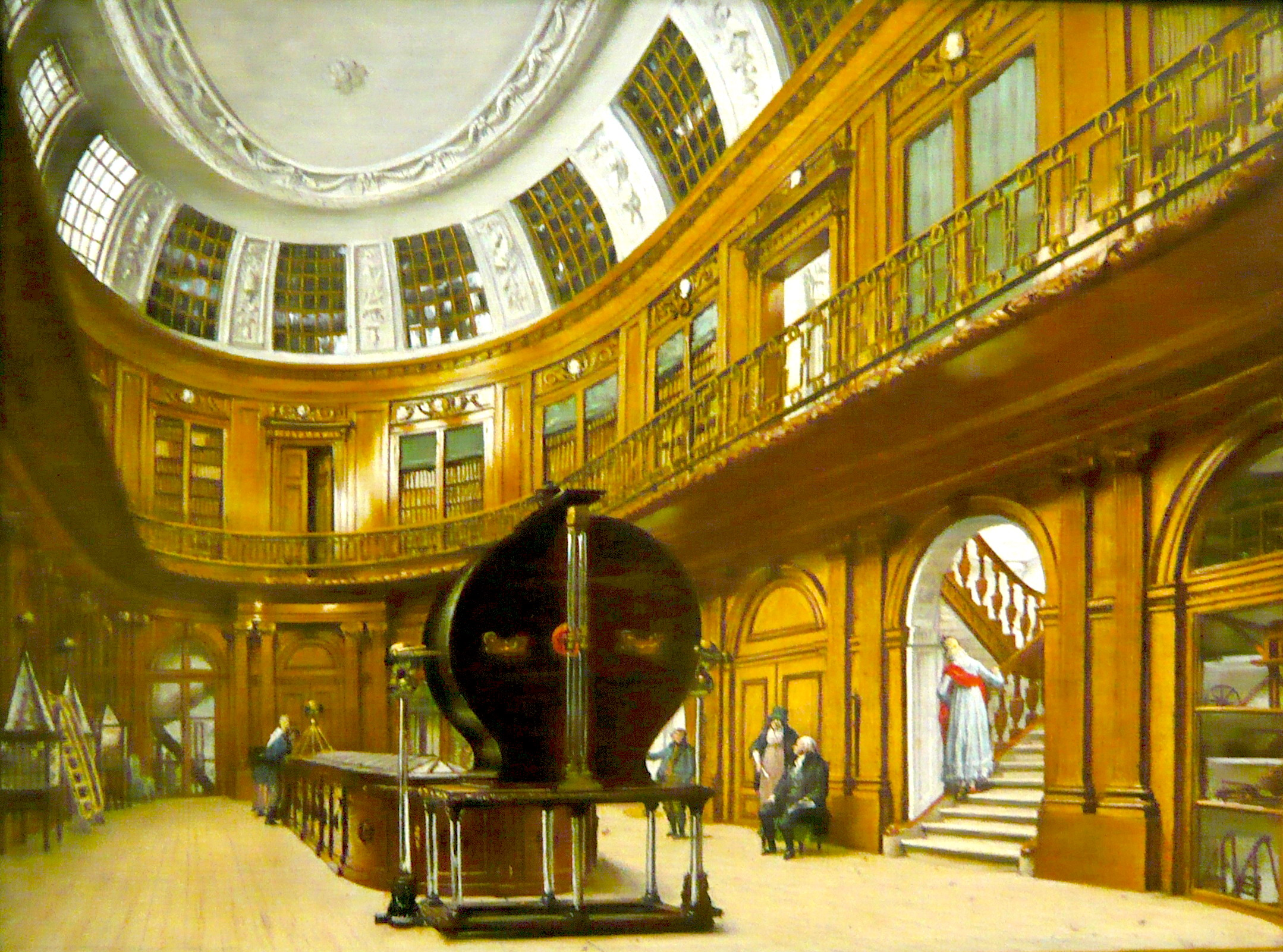
La Sala Ovale del Teylers Museum di Haarlem con la grande macchina elettrostatica di van Marum in un dipinto di Wybrand Hendricks, 1800 circa

 Nel 1783, lo scienziato olandese Martin van Marum di Haarlem progettò una grande macchina elettrostatica di elevata qualità utilizzando dischi di vetro di 1,65 metri di diametro. Capace di produrre tensione con entrambe le polarità, fu costruita sotto la sua supervisione da John Cuthbertson di Amsterdam l'anno successivo. Il generatore è attualmente in mostra al Museo Teylers di Haarlem nei Paesi Bassi, ospitato nella Sala Ovale del museo. Era fornito di quattro batterie di bottiglie di Leida e poteva generare una differenza di potenziale di 330.000 volt

## Macchine ad influenza
- L'Elettroforo di Volta[23]
- La Macchina di Holtz
- La Macchina di Voss
- la macchina di Winter;
- La Macchina di Toepler
- La Macchina di Wimshurst
- La Macchina di Pidgeon
- Il Generatore di Van de Graaff

## Generatori elettrostatici moderni
- EWICON (Electrostatic Wind Energy Converter) and Dutch Windwheel
- Pelletron